# Europsko prvenstvo u kuglanju za slijepe i slabovidne 2016.
16. Europsko prvenstvo u kuglanju za slijepe i slabovidne održano je od 24. do 29. svibnja 2016. u Koprivnici. To je bilo šesnaesto po redu izdanje prvenstva koje organizira IBSA, Međunarodna federacija športova za slijepe i slabovidne osobe. Na prvenstvu je nastupilo 120 slijepih i slabovidnih kuglača iz 8 europskih država koji su se natjecali u tri kategorije prema jakosti oštećenja vida.

## Otvorenje
Natjecanje je otvoreno svečanim programom u koprivničkom Domu mladih. Dobrodošlicu u Grad Koprivnicu natjecateljima je zaželjela gradonačelnica Vesna Želježnjak:
Dobrodošlicu u Koprivnicu i puno uspjeha na natjecanju poželjeli su i predsjednik Organizacijskog odbora Europskog prvenstva u kuglanju te ujedno i predsjednik Hrvatskog sportskog saveza slijepih Duško Petrović i predsjednik Hrvatskog paraolimpijskog odbora Ratko Kovačić, a natjecanje je u ime Međunarodne sportske federacije slijepih IBSA-e službeno otvorila Andreja Mai, predsjednica Podkomisije za kuglanje.

## Program
| ● | Prednatjecanja | ● | Završnice |

| Nadnevak (svibanj) |     |     |     |     |     |
| 24.                | 25. | 26. | 27. | 28. | 29. |
|                    | ●   | ●   | ●   | ●   |     |

### Države sudionice
- Hrvatska (domaćin)[2][1]
- Njemačka
- Mađarska
- Poljska
- Rumunjska
- Srbija
- Slovenija
- Slovačka

- izvor: Hrvatski športski savez slijepih[3]

## Rezultati
Napomena: Rezultat hrvatskog kuglačkog para od 2008 čunjeva (*) novi je svjetski rekord.